# ترناته
ترناته (به ایتالیایی: Ternate) یک کومونه در ایتالیا است که در استان وارزه واقع شده‌است. ترناته ۵٫۱ کیلومتر مربع مساحت و ۲٬۲۷۰ نفر جمعیت دارد و ۲۸۱ متر بالاتر از سطح دریا واقع شده‌است.